# Дова (район Рудаки)
Дова́ (тадж. Дова) — село в районах республиканского подчинения Республики Таджикистан. 
Входит в состав джамоата (сельской общины) Рохати района Рудаки.
Находится на расстоянии 45 км от райцентра (пгт. Сомониён) и 7 км от центра джамоата (село Теппаи-Самарканди).
Население — 1567 чел. (2017).